# Гурунг (язык)
Гурунг (также Tamu Kyi, деванагари: तमु क्यी) — диалектный континуум, состоящий из двух диалектов, восточный гурунг (ISO 639-3: ggn) и западный гурунг (ISO 639-3: gvr), взаимопонимание между которыми ограничено. Общее количество носителей обоих диалектов в Непале, по данным переписи 1991 г., составляет 227918. Вероятно, распространение диалектов гурунг не совпадает с принадлежностью к народности гурунг.
Гурунг относится к тибето-бирманским языкам.
Письменность на основе деванагари.